# 宜兴溪荪
宜兴溪荪（学名：Iris sanguinea var. yixingensis）为鸢尾科鸢尾属下的一个变种。

## 扩展阅读
- 維基物種上的相關：宜兴溪荪